# Лакайці
Лакайці, або Локайці — одне з найбільших дашт-і-кіпчакських племен узбеків, заселяли південні території Таджикистану і Узбекистану, а також північ Афганістану.

## Історія походження
На початок 1950-х років намітилися дві гіпотези про походження локайців і часу їх поселення в місцях сучасного проживання. Дослідники, які дотримуються першої гіпотези, вважали локайців одним з родів дашт-і-кіпчакських узбеків, які прийшли в південні райони сучасного Таджикистану, на початку XVI ст. разом з Шейбані-ханом. Деякі автори, посилаючись на перекази локайців про їх походження від одного з чінгісханових воєначальників на ім'я Локай, допускали можливість їх приходу в Середню Азію в кінці першої чверті XIII ст., Тобто разом з полчищами Чингісхана. Дослідники, які висунули другу гіпотезу, відкидаючи приналежність локайців до дашт-і-кіпчакскіх узбеків, пов'язували їх походження з карлуками і відносили їх появи в басейні правих приток Амудар'ї до часу, який передував завоювання Середньої Азії арабами.
Етнографічне вивчення лакайців, проведене Б.Кармишевой в 1945-50 рр. дозволило встановити, що вони є типовими представниками узбеків дашт-і-кіпчакського походження, найяскравіше зберегли в своїй культурі риси степовиків.
Лакайці майже не мали загальних етнонімів з ранніми карлукомовними племенами Південного Таджикистану. Також серед етнонімів узбецьких племен зустрічається дуже мало збігів з лакайськими генонімамі. Можливо це пояснюється тим, що лакайці в порівнянні з іншими узбеками склалися з дещо іншої групи дашт-і-кіпчакських племен, зокрема з аргинов, які майже не були представлені в складі інших узбецьких племен, як помітив ще І. П. Магидович. Найбільше подібних етнонімів у локайців було з казахами, зокрема, з племенами аргин, найман, керей, кипчак, які входили в Середній жуз. Збігів локайскіх етнонімів з етноніму племен Середнього жуза, зокрема аргинов, фактично більше. Серед етнонімів Старшого жуза казахів Б.Кармишева виявила 11 назв, схожих з локайскіми. 19 киргизьких етнонімів збігаються з локайскіми, причому 5 з них зустрічаються і серед етнонімів Середнього жуза. У локайців групи есанхожда під назвою курдек існували у тобольских і тарський татар, які жили в безпосередньому сусідстві з казахами Середнього жуза. З усього сказаного стає очевидним, що значна частина локайців склалася з тих же етнічних компонентів, що і казахи Середнього і частково Молодшого жузов. Є ще кілька інших збігів локайских етнонімів з етноніму народів Південного Сибіру.
На думку Б.Кармишевой лакайці виділялися серед інших узбеків близькістю своєї культури до казахів. Ці спостереження підтвердилися антропологічними та діалектологічними дослідженнями. З'ясувалося, що серед нащадків інших узбецьких груп дашт-і-кіпчакського походження лакайці виділяються своєю монголоїдністю та в цьому відношенні близькі до казахів, говір ж їх характеризується значно більшою близькістю до казахського і каракалпакскому мов, ніж говори інших джокающіх груп узбеків. Ці особливості можливо вказують на те, що локайці переселилися в Мавераннахр пізніше за інших узбецьких племен. Передання самих локайців, записані Б.Кармишевой в 1940-роки свідчать, що спочатку вони були одним з 16 підрозділів узбецького племені катаган і жили в Балх. При правителі Махмуд-хана (в кінці XVII ст.) вони перебралися до Хісару. Доктор Лорд, член експедиції О. Бернса, британський політичний представник в Північному Афганістані в 30-х роках XIX століття призводить генеалогію племені катаган, витягнуту ним з письмових документів імовірно кінця XVII — початку XVIII століття. У ній локайці вказані як одне з 16 підрозділів (Уруг) племені катаган, при цьому відзначено, що вони в числі 5 тис. родин жили у Кулябі і Сангтуда, місцевості на березі Вахша по дорозі з Бохтару в Дангару.
Хоча в їх культурі, побуті, фізичному типі і говорі на початку XX ст. ще яскраво виступали риси, що вказували на спорідненість з казахами, але все ж вони, безперечно, належали до одного з узбецьких племен дашті-і-кіпчакського походження. В їх культурі переважали риси, характерні для узбецького народу в цілому. Все це свідчить про те, що локайці за час життя в Маварауннахре увібрали в свій склад чимало місцевих етнічних компонентів різного походження.

## Чисельність
Лакайці були третім за чисельністю узбецьким племенем в Східній Бухарі — в 1924 році їх налічувалося 25 400 осіб. До революції їх було більше, плем'я це особливо постраждало в період басмацтва, оскільки активно брало участь в цьому антикомуністичному русі. Лакайці — одна з найвойовничіших в регіоні етнічних груп. Загони Ібрагім-бека, які воювали в південному Таджикистані проти радянської влади аж до його полону і смерті в 1931 році, а деякі (під командуванням інших курбаші) — аж до 1937 року, були укомплектовані саме лакайцями. За даними перепису населення Таджикистану 2010 чисельність лакайців в країні склала 65 555 осіб.

### Розселення
До початку XX століття лакайці заселяли південні території Таджикистану і Узбекистану (якщо розглядати сучасні кордони цих держав), а також північ Афганістану. Лакайці становили значну частину жителів Хісарского і Бальджуанского бекств. Південні схили західної частини Гісарского хребта, що відносилися до території бекства, також заселені лакайцями. У Таджикистані лакайців багато на півдні країни.